# 小樽フラッシュニュース
小樽フラッシュニュース（おたるフラッシュニュース）は、札幌テレビ放送（STV）で放送されている小樽市の市政広報番組。

## 概要
小樽の地域にまつわる話題を番組内で放送。
番組は札幌エリアのみの放送で、旭川・北見エリアは「稚内市民ニュース」、函館・苫小牧・室蘭エリアは「道南スケッチ」、帯広・釧路エリアは「TV Seeds」を放送している。アナログ放送時代から続くエリア別番組だが、デジタル放送では当初全道一律で本番組を放送、2010年6月からはアナログ同様のエリアとなった。ワンセグでは引き続き本番組が全道で放送されている。2010年7月からはハイビジョン制作となっている。

## 放送時間
- 毎週土曜日 10:25 - 10:30（JST）

年末年始の特別編成があるときも放送時間・曜日を変更して放送。

## 提供
- かま栄
- ホテル武蔵亭

### 過去
- 上光証券
- 共栄食肉
- 日専連小樽
- イチヤマキ